# Демократски савез Јужних Словена
Демократски савез Јужних Словена био је народносна организација српске, буњевачке, шокачке, муслиманске, хрватске и словеначке мањине у Мађарској у периоду од 1946—1991. године.

## Историјат
Дана 17. децембра 1944. године у Батањи је основана прва јужнословенска организација у Мађарској под називом Друштво српске омладине. 
У Батањи је 18. фебруара 1945. године основана заједничка организација Словака и Срба у Поморишју под називом Антифашистички фронт Словена (АФС). На оснивачкој седници за генералног секретара Јужних Словена у Мађарској изабран је Драгутин Недучин, а за потпредседника Стеван Недуца.
У Мохачу је 2. фебруара 1945. године основано Бачко-барањско словенско културно удружење. За председника поменуте организације је изабран др Мартин Ласловић.
Први број листа Антифашистичког фронта Словена изашао је 9. јуна 1945. године под насловом „Слобода“. Испочетка ове новине су штампале само чланке на словачком језику да би од 14. јуна „Слобода“ излазила на српском и словачком језику. Одговорни уредници тзв. „јужнословенског“ дела „Слободе“ били су Љубомир Ластић и Драгутин Недучин.
На иницијативу Централне управе АФС, 30. октобра 1945. године, оснивају се месне организације АФС по насељима насељени тзв. „јужнословенским“ живљем.
У Мохачу је 3. девцембра 1945. године одржна Прва земаљска конференција Јужних Словена. Током јануара месеца 1946. новоосновани Савез прелази у Будимпешту (ул. Надор).
У Печују је 21. априла 1946. године изашао први број листа „Нови свет“ месне АФС организације.
У Баји је 19. маја 1946. године донета одлука да се Јужни Словени у Мађарској одвоје од Словака. На основу ове одлуке основан је Антифашистички фронт Јужних Словена.
Централни комитет АФЈС је 9. јуна 1946. године изабрао Павла Вујића за председника и Антуна Роба за генералног секретара ове организације.
На Другом конгресу Јужних Словена 5. октобра 1946. године у Аљмашу (мађ. Bácsalmás) организација АФСЈ прима нови назив: Демократски савез Јужних Словена (ДСЈС). За председника је избран Коста Шевић.
Први број листа Снтифашистичког фронта Јужних Словена „Наше новине“ излази 29. октобра 1946. године.
Седиште ДСЈС, 22. фебруара 1947. године, прелази у улицу Салаи, близу мађарског Парламента (Скупштине).
За председника ДСЈС је 1—2. августа 1948. године изабран Јоза Сабовљев, а за генералног секретара Андрија Хован.
Од августа месеца 1952. године за генералног секретара изабран је Иван Матец.
Седипште ДСЈС, 1. августа 1957. године, прелази у улицу Нађмезе 49. где остаје све до свога распада 1991. године. Генерални секретар ДСЈС постао је Милан Огњеновић. 
Од октобра 1957. године излазиле су Народне новине, недељник ДСЈС. 
21—22. априла 1969. председник ДСЈС постаје Мишо Мандић.
Земаљско веће ДСЈС је 31. јануара 1970. године поред генералног секретара за секретара бирао Ђуру Ђурока.
За генералног секретара је 26—17. новембра 1973. године биран је Мишо Мандић а за председника Петар Белош, а за потпредседника Марко Ковачевић и Ерика Гланц.
Између 1983. и 1990. године генерални секретатар ДСЈС је био др Марин Мандић.
Као последица збивања у СФР Југославији заједнички ДСЈС се распао 1991. године. Исте године Срби у Мађарској основали су Српски демократски савез.